# Cephalotes dieteri
Cephalotes dieteri är en myrart som beskrevs av Baroni Urbani 1999. Cephalotes dieteri ingår i släktet Cephalotes och familjen myror. Inga underarter finns listade.